# Uhorské
Uhorské (em húngaro: Ipolymagyari) é um município da Eslováquia, situado no distrito de Poltár, na região de Banská Bystrica. Tem 24,61 km² de área e sua população em 2018 foi estimada em 522 habitantes.